# Діана Еббот
Діана Джулі Еббот (англ. Diane Julie Abbott; дата народження 27 вересня 1953 року) є політикинею Британської партії лейбористів, яка була призначена секретарем  Shadow Home Міністерства внутрішніх справ у жовтні 2016 року. Спочатку вона була обрана депутатом парламенту від Хакні Норт і Сток Ньюінгто на загальних виборах 1987 року, тоді вона стала першою чорною жінкою, яка посіла місце в Палаті громад. Народилася у Паддінгтоні, Лондон. Еббот вивчала історію у Ньюнґемському коледжі Кембриджського університету. Працювала на державній службі та як репортерка для телебачення ThamesTV-am, перш ніж стати прес-секретарем служби Ради Великого Лондона. Еббот була обрана у Вестмінстерському парламенті в 1982 році, а потім була призначена міністром з питань охорони здоров'я Едом Мілібендом. Вона також безуспішно намагалася бути кандидаткою на виборах мера міста Лондона 2016 року.
Еббот, підтримана Джеремі Корбіном у своєму прагненні стати лідером, була призначена Державним секретарем з питань міжнародного розвитку. Вона була просунута до секретаря охорони здоров'я, а потім здобула кандидатуру секретаря "Shadow Home" після того, як Енді Бернхем припинила участь у виборах на мера Манчестера. Після серії невдалих інтерв'ю під час виборів до 2017 року, Еббот була тимчасово замінено на посаду Секретаря Shadow Home Ліном Брауном. Після виборів, Еббот виявила, що вона страждає від діабету 2 типу, заявивши, що це вплинуло на її результати. Пізніше вона повернулася на свою посаду.
Еббот вважається відсуненою від лейбористської партії, вона кілька разів голосувала всупереч, голосувала проти війни в Іраку, впровадила ідентифікаційні картки та відновила ядерну стримувальну роль Британії. Вона часто з'явилася у засобах масової інформації, зокрема Have I Got News for You та інших проґрамах.

## Раннє життя і кар'єра
Еббот народилася в Паддінгтоні, Лондон, у 1953 році. Її батько був зварником, а її мати була медсестрою. Вона вчилася в Harrow County Grammar школі для дівчаток, а потім Newnham коледж, Кембридж.
Після університету вона стала адміністратором стажування (швидкий шлях до керівних посад у державній службі HM) у Міністерстві внутрішніх справ (1976-1978), а потім директор з питань зв'язків з громадськістю при Національної ради з громадянських свобод (1978-1980 роки) ). Еббот була дослідником і репортером телевізійного телебачення в Темзі з 1980 по 1983 р., А потім дослідником телевізійної компанії сніданків TV-am з 1983 по 1985 рр.  Еббот була прес-секретарем на Великій Лондонській раді з 1985 по 1986 рр. І керівником преси та зв'язків з громадськістю при Лембетській раді з 1986 по 1987 рр.

## Політична кар'єра
Кар'єра Еббот в політиці розпочалася в 1982 році, коли вона була обрана до Вестмінстерської міської ради, яка служила до 1986 року. У 1983 році вона була активною у русі "Чорні секції" разом з Берні Грантом, Полом Боатенгом і Кейт Ваз, проводячи кампанію за політичне представництво більшої кількості національних меншин. У 1985 році вона безуспішно боролася, щоб бути обраною на Brent East, програвши Кенові Лівінгстону. У 1987 році вона була обрана в Палату громад, замінивши відокремленого служителя Трудового депутата Ері Робертсаяка,  депутата від Хакні Норт і Сток Ньюінгтон. Еббот була першою чорною жінкою, яка стала депутатом, обрана в тому ж році, що і Кіт Ваз, Берні Грант та Пол Боатенг.

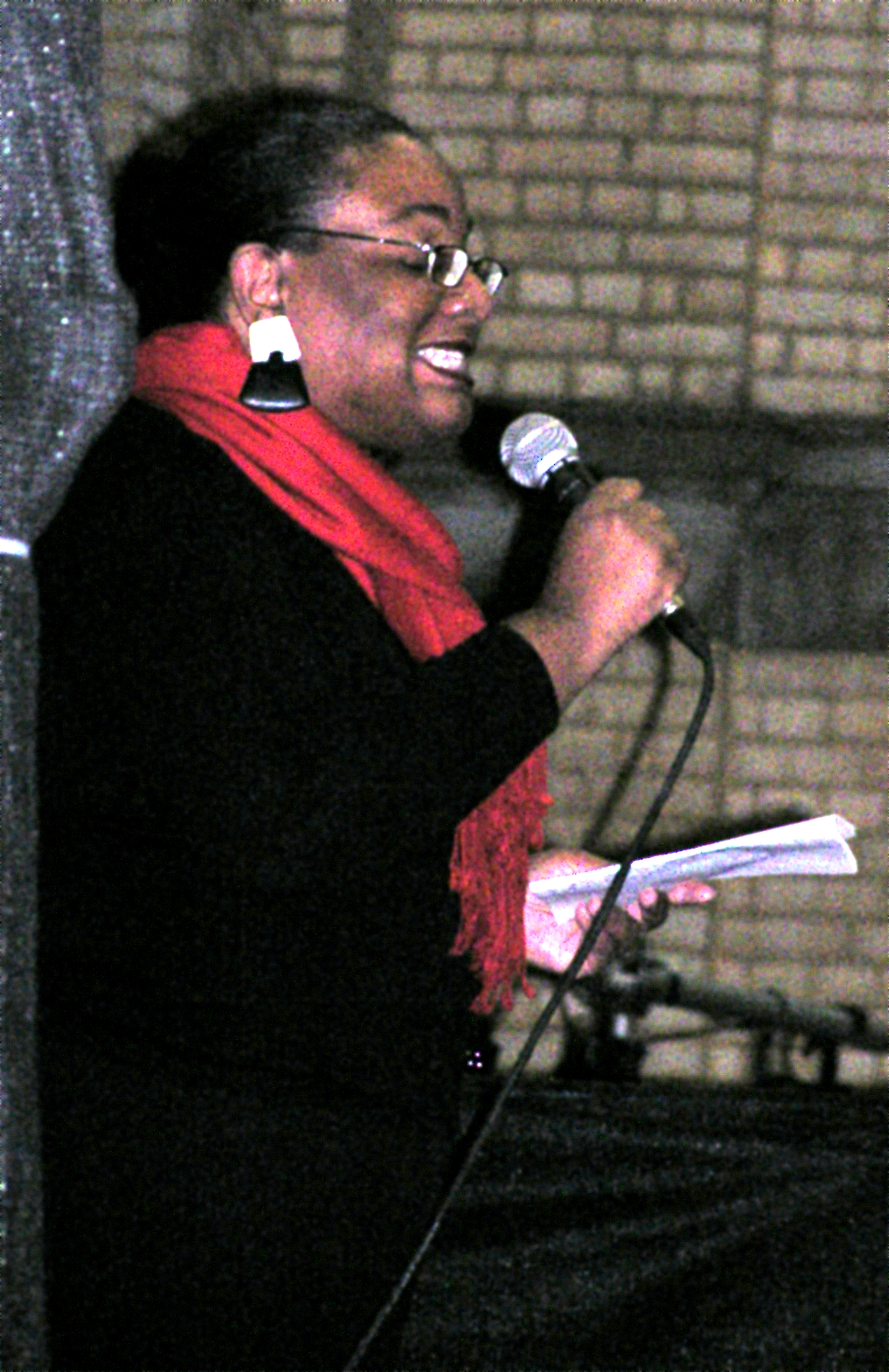
Діана Еббот на третьому європейському соціальному форум, 2006.

Виступ Еббот про громадянські свободи в дискусії з питань антитерористичного законопроекту 2008 року виграв премію журі "Парламентська мова року"  та подальше визнання на преміях за права людини 2008 року.
Еббот служила у ряді парламентських комітетів з соціальних та міжнародних питань та займала міністерські посади. Для більшості 1990-х років вона також служила в Канцелярії Спеціального комітету Палати громад.  Вона продовжувала служити у комітеті закордонних справ.
Еббот очолює партію Великої Британії та Карибського басейну та Всепартійну групу Sickle Cell та Thalassemia.
Еббот є засновником лондонських шкіл та  "Чорної дитини", метою якої є підвищення рівня освітніх досягнень серед чорних дітей.
У травні 2010 року вона була переобрана в своїй виборчій окрузі Хакні Норт і Сток Ньюінгтон, з подвійною більшістю голосів. Вона була знову переобрана в 2015 році з 62% голосів.
У Лондонському університеті в Голдсмітах 26 жовтня 2012 року відбулося ювілейне святкування, присвячене 25-річчю Еббот в парламенті, із серією внесків Лінтона Квізі Джонсона, Кадію Сесей, Тюнде Акінтана та інших.

### Вибори керівництва на 2010 рік на роль фронтбенча
20 травня 2010 року Еббот оголосила про свій намір виступити на конкурсі "Лідерство праці". Вона забезпечила необхідні 33 номінації до 9 червня за сприяння відкликання лівих кандидатів Джона Макдонелла та підтримки Девіда Мілібенда та Джека Строу, серед інших. У суботу, 25 вересня 2010 року, Ед Мілібенд був оголошений новим лідером Лейбористської партії з Еббот, яка була ліквідована у першому турі голосування після забезпечення 7,24% голосів.
Пізніше Ед Мілібенд призначив міністром охорони громадськості Еббот, для відповіді за різні питання, включаючи дитяче здоров'я, послуги по материнству, сексуальне здоров'я, тютюн, годування, ожиріння та алкоголь.
У питанні абортів Ебботт стала гучним прихильником «за вибір», виступаючи проти змін політики консультування щодо абортів і скорочення терміну аборту. Вона подала у відставку з міжпартійної групи з консультування щодо абортів, заявивши, що це не більше ніж прикриття для просування програми проти абортів без обговорення в парламенті.

### Видалення з передньої лави та вибори на пост міського голови 2015 року
З 8 жовтня 2013 року Еббот була звільнена з посади міністра охорони здоров'я.
5 лютого 2013 року, після Другого читання, Еббот проголосувала за законопроект про одруження (одностатевих пар).
23 червня 2014 р. Еббот заявила, що візьме участь у лондонських виборах міського голови в 2016 р. 30 листопада 2014 року Еббот оголосила про свій намір поставити себе на посаду кандидата від робочої сили на лондонських виборах мера в 2016 році.
Вона була однією з 16 тих, хто підписав відкритого листа до Еда Мілібенда в січні 2015 року, закликаючи партію взяти на себе зобов'язання протистояти подальшій жорсткій економіці, взяти залізничні франшизи у державну власність та посилити колективні договори.

### Повернення до передніх лав
Союзниця Джеремі Корбін, Еббот була одним із 36 депутатів трудових ресурсів, щоб призначити її кандидатом на виборах в керівництво Трудових сил 2015 року. Після виборів Корбіна як лідера праці, Еббот була призначена на посаду Державного секретаря з питань міжнародного розвитку.
27 червня 2016 року, після відставки багатьох працівників міністерства праці, включаючи Хайді Олександра, Еббот була висунута на посаду Секретаря з питань охорони здоров'я.
6 жовтня 2016 року, після відставки Енді Бернхама, Еббот була призначена Міністром внутрішніх справ.

### Загальні вибори 2017 року
Під час виборчої кампанії 2017 року, що відбулася 2 травня 2017 року, обіцянка лейбористів взяти на роботу ще 10 тисяч працівників міліції була затьмарена нездатністю Аббот дати точні цифри фінансування. В інтерв'ю радіо Radio LBC з Ніком Феррарі вона неодноразово намагалася пояснити, яким чином обіцянка буде фінансуватися. У своєму інтерв'ю Еббот часто зупинялася, змінювала документи і видала неправильні цифри. Коли його запитали про її результати, лідер лейбористів Джеремі Корбін наполягав, що його не збентежило те, що багато людей називали інтерв'ю "автокатастрофою".
У наступному інтерв'ю, яке ITV провів 5 травня 2017 року, після оголошення результатів місцевих виборів 2017 року, Еббот знову не могла дати точні дані про результати роботи Лейбористської партії, що свідчить про те, що партія мала чистий збиток на 50 місць. Проте її виправив інтерв'юер, який стверджував, що лейбористи фактично втратили 125 місць, після чого Еббот сказала, що остання цифра, яку вона бачила, - чистий збиток близько 100.
5 червня 2017 року під час співбесіди Sky News Еббот не змогла відповісти на запитання про доповідь Харріса про те, як захистити Лондон від терактів. Вона наполягала на тому, що вона прочитала звіт, але не змогла згадати жодну з 127 рекомендацій.  Еббот також заперечувала повідомлення про те, що Корбін та канцлер Джон Макдоннелл намагалися зупинити її від трансляції.
7 червня Корбін оголосив, що Еббот "не дуже добре", і вона йде у відставку з посади секретаря "Shadow Home". Лін Браун був тимчасово призначений замінити її.
Незважаючи на суперечності, Еббот була переобрана на її місце в Хакні Норт і Сток Ньюінгтон, які отримали 75% голосів виборчих округів з більшістю понад 35 000 чоловік.  На наступному тижні стало відомо, що в 2015 році у Еббот виявили діабет 2 типу. «Під час передвиборчої кампанії все зійшло з розуму — і цукровий діабет виявився поза контролем, рівень цукру в крові був поза контролем», — сказала вона The Guardian. Робота з шістьма чи сімома інтерв'ю поспіль ставала проблематичною, оскільки вона не їла достатньо їжі. Стан знову знаходиться під контролем. Еббот повертається на роль Міністра внутрішніх справ 18 червня.

## Медіа робота
До свого призначення на пост міністра  в жовтні 2010 року, Еббот не з'явилося разом Майклом Портільо на  BBC. Еббот і Портільо знали один одного після школи, коли вони з'явилися в спільних шкільних виставах Ромео та Джульєтти (хоча й не в головних ролях).
У серпні 2012 року BBC Trust вирішила, що виплати Абботу за її виступів на цьому тижні були зроблені з порушенням правил BBC, які забороняли виплати депутатам, які представляли свої політичні партії. З її боку, Еббот правильно оголосила про платежі в Парламентському реєстрі інтересів членів. The Trust також сказав, що Еббот дуже часто з'являлася на шоу.
Еббот є справжнім оратором, ТБ виконавцем, який з'являвся в програмах, включаючи  Have I Got News for You, Celebrity Come Dine with Me і Cash in the Celebrity Attic.
Аббот була визнана членом нагороди  Grassroot Diplomat в 2015 році за роботу в лондонських школах та the Black Child, і залишається в каталозі видання Grassroot Diplomat  Who's Who.

## Політичні позиції
Abbott голосувала противійни в Іраку, проти ідентифікаційних карт і проти відновлення ядерної зброї Великої Британії

### Право на аборт
Діана Еббот підтримала ряд варіантів внесення змін до Закону про запліднення та ембріологію людини, внесення поправок до Закону про аборти 1967 року: Заява в Північній Ірландії. Пишучи для The Guardian, Еббот стверджувала це
"Коли мова йде про право вибору, жінки в Північній Ірландії є громадянами другого сорту. Їм відмовлено в лікуванні NHS та фінансування абортів, які дозволено кожній іншій жінці у Сполученому Королівстві". 
Повідомлялося, що тодішній Уряд Лейбористської партії попросив депутатів не підтримувати ці зміни щодо вибору (принаймні до третього читання), а потім нібито використовували парламентські механізми, щоб запобігти голосувати відповідно. Виступаючи на дебатах у парламенті, Еббот критикувала ці "маневри":
"Я виступаю проти руху програми, тому що, і я це говорю не з задоволенням, цей порядок обговорення, здається, є маневром міністрів, щоб зупинити повну дискусію з деяких дуже важливих питань. Я вдячна, що міністри не мали наміру прийняти законопроект про аборт. Я відкрита для дискусій, що ми повинні мати інший закон, який дозволить провести повні дебати з більшості питань, пов'язаних з абортом, які були висунуті як поправки та нові положення до законопроекту, але існує особливий випадок для обговорення та голосування за конкретною новою статтею, яку я подала, щоб продовжити Закон 1967 року для Північної Ірландії".

### Саудівська Аравія
Еббот критикувала уряд Девіда Кемерона за його постійну підтримку військової інтервенції під проводом Саудівської Аравії в Ємені. У березні 2016 року Еббетт писала: "Тільки за останній рік Велика Британія продала близько 62 мільярдів штук зброї для Саудівської Аравії, дія якої в Ємені спрямована проти мирних жителів - про 191 таких нападів було повідомлено ООН, HRW та Amnesty."

### Референдум про членство в ЄС 2016 рік
Еббот виступила перед учасниками кампанії та підтримав офіційну перевагу Лейбористської партії щодо подальшої кампанії в референдумі щодо членства в Європейському Союзі в Сполученому Королівстві, 2016 рік.
Проте, у січні 2017 року Еббот заявила, що Лейбористської партія може виступити проти законопроекту, щоб викликати статтю 50, якщо зміни в роботі відхилено.  Вона утрималася від голосування у другому читанні законопроекту "Брексіт", а пізніше проголосувала за нього в третьому і останньому читанні.